# Novos Contos da Montanha
Novos Contos da Montanha é um livro de contos de autoria do escritor português Miguel Torga e publicado em 1944.

Para a primeira edição brasileira do livro, a Editora Nova Fronteira, por recomendação da família do escritor, solicitou ao doutor Cid Seixas uma apresentação da obra, que pode ser lida também na edição de Contos da Montanha feita pela mesma editora.

## Contos
- O Alma-Grande - conta a história de Alma-Grande, o abafador, experiente na arte da eutanásia tradicional.

- Fronteira - conta a história da atividade dos moradores e a dos guardas que tentam impedir o transporte ilegal de mercadorias e alimentos pelas fronteiras de Fuentes.

- O Pastor Gabriel - fala sobre a destreza de um rapaz em ‘educar” o seu rebanho para que, diferentemente dos outros, não destruísse as plantações alheias.

- Repouso - conta as aventuras do valentão Joaquim Lomba, figura que aterrorizava o vilarejo e coleccionava assassinatos.
- O Caçador
- O Leproso
- Destinos
- O Lopo
- O Sésamo
- Mariana
- Natal
- Névoa
- Renovo
- O Regresso
- A Confissão
- O Milagre
- O Artilheiro
- Teia de Aranha
- A Festa
- O Marcos
- A Caçada
- O Senhor

## Prefácios
As primeiras publicações da obra incluíram prefácios que esclarecem a denúncia social.
- 2ª edição: S. Martinho de Anta, Setembro de 1945;
- 3ª edição: Coimbra, Setembro de 1952;
- 5ª edição: S. Martinho de Anta, Natal de 1966.